# Miasto Jest Nasze
Miasto Jest Nasze (MJN) – warszawski ruch miejski zawiązany w październiku 2013.
Organizacja zrzesza ponad 300 osób. Działalność MJN koncentruje się na takich problemach jak: transport miejski, ochrona środowiska (zwłaszcza problem smogu), ład przestrzenny, reprywatyzacja nieruchomości, partycypacja społeczna, zrównoważony rozwój, gentryfikacja, wykluczenie społeczne. Wśród wykorzystywanych metod są: monitorowanie i nagłaśnianie nieprawidłowości w działaniach polityków i urzędników miejskich, przedstawianie propozycji w usprawnianiu funkcjonowania miasta, uczestnictwo jako przedstawiciel społeczny w konsultacjach na poziomie samorządowym oraz parlamentarnym, happeningi, prowadzenie własnych wydawnictw.
Pierwsze działania MJN związane były z kampanią profrekwencyjną przed referendum w 2013 ws. odwołania prezydent Hanny Gronkiewicz-Waltz oraz obrony kina „Femina”. Ogólnopolski rozgłos stowarzyszeniu przyniosło nagłaśnianie nieprawidłowości związanych z reprywatyzacją warszawskich nieruchomości (zwłaszcza podczas wybuchu tzw. afery reprywatyzacyjnej), w późniejszym okresie także m.in. problemu smogu.
W wyborach samorządowych w 2014 stowarzyszenie wprowadziło 7 radnych do trzech rad dzielnicowych w Warszawie. W 2018 w ramach ogólnomiejskiej koalicji ruchów miejskich uzyskało 22 mandaty radnych w 7 dzielnicach. Przedstawiciele ruchów miejskich zostali wiceburmistrzami w trzech dzielnicach, a kandydatka na prezydenta Justyna Glusman objęła stanowisko dyrektorki koordynatorki ds. zrównoważonego rozwoju i zieleni w Urzędzie m.st. Warszawy. W 2024 kandydaci MJN, startując w ramach Koalicyjnego Komitetu Wyborczego Lewica, zdobyli 12 mandatów w radach 6 dzielnic oraz 3 mandaty w radzie m.st. Warszawy.

## Organizacja

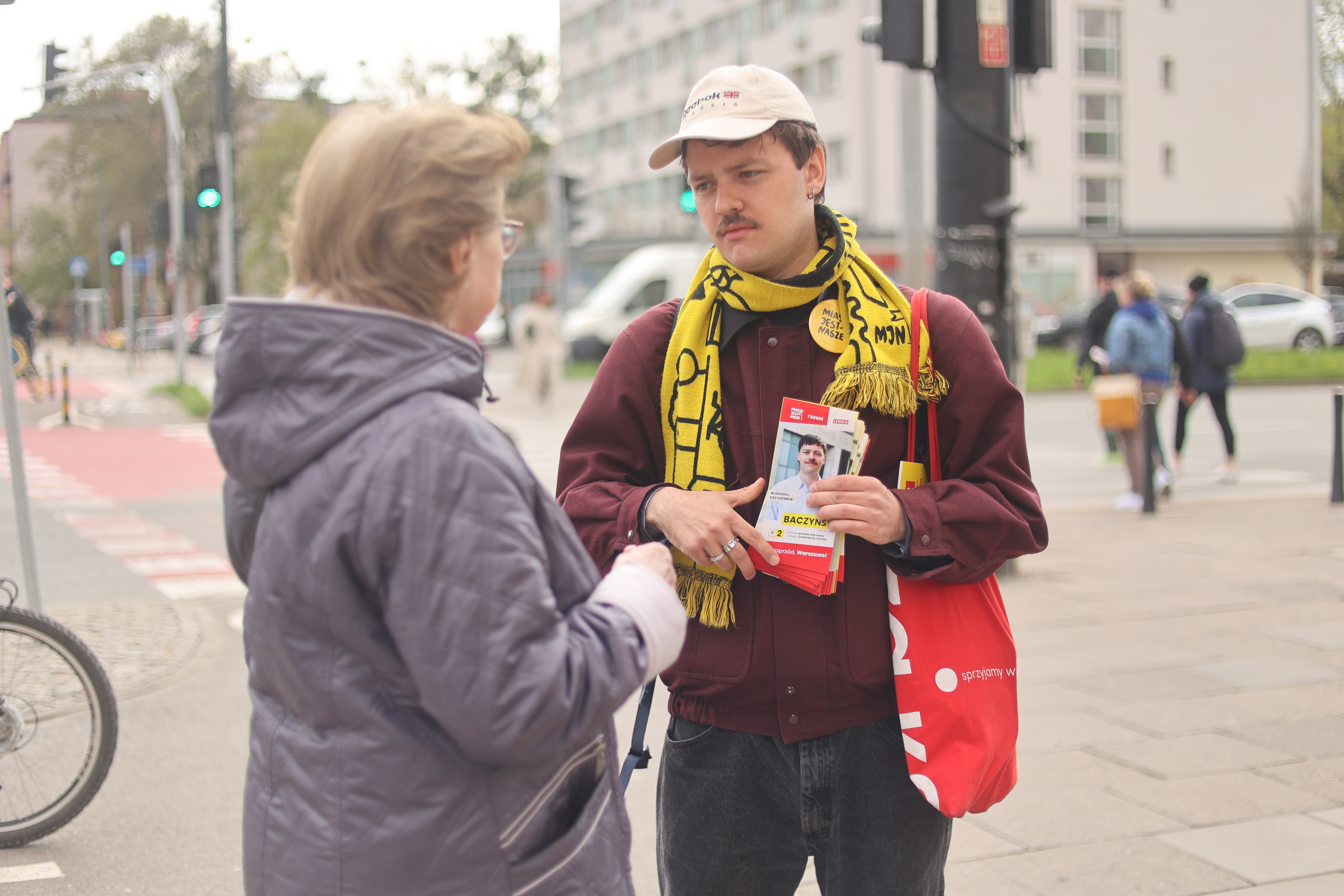
Eryk Baczyński, przewodniczący MJN (od 2024)

W 2014 MJN został zarejestrowany jako stowarzyszenie. Stowarzyszenie „Miasto Jest Nasze” liczy ponad 300 członków (stan na czerwiec 2024). Jego najwyższą władzą jest Walne Zebranie Członków, które wybiera na roczną kadencję zarząd, w skład którego od 8 czerwca 2025 wchodzą:
- Eryk Baczyński – przewodniczący;
- Aleksandra Lelito(inne języki) – wiceprzewodnicząca;
- Dominika Jankowska – skarbniczka;
- Zofia Jaworowska – sekretarzyni;
- Marcel Świerkocki – sekretarz;
- Agata Garstecka – członkini zarządu;
- Maja Zaczyńska – członkini zarządu.

Walne Zebranie wybiera także komisję rewizyjną (Damian Gregier, Marcin Chlewicki, Oliwia Kapturkiewicz, Marcelina Jukowska, Urszula Kałłaur) oraz Sąd Koleżeński.
MJN swoje sekcje rozwija w 12 dzielnicach: Bemowie, Mokotowie, Ochocie, Pradze-Południe, Pradze-Północ, Śródmieściu, Ursusie, Woli, Ursynowie, Bielanach, Wesołej oraz Żoliborzu. W MJN funkcjonują także komisje tematyczne: ds. ochrony środowiska, komunikacji, infrastruktury i transportu, prawna.
Siedziba MJN znajduje się w Warszawie na ul. Boduena 4.

### Przewodniczący Miasto Jest Nasze
- Patryk Zaremba(inne języki) (5 grudnia 2013 – wrzesień 2014)[18]
- Jan Śpiewak (wrzesień 2014 – 19 listopada 2016)[19]
- Jan Mencwel / Piotr Micuła / Justyna Kościńska(inne języki) jako przewodniczący rotacyjni (od 19 listopada 2016 do marca 2017)[20][21]
- Jan Mencwel (marzec 2017 – czerwiec 2021)
- Barbara Jędrzejczyk (czerwiec 2021 – czerwiec 2024)[22]
- Eryk Baczyński (od czerwca 2024)[2]

## Działalność

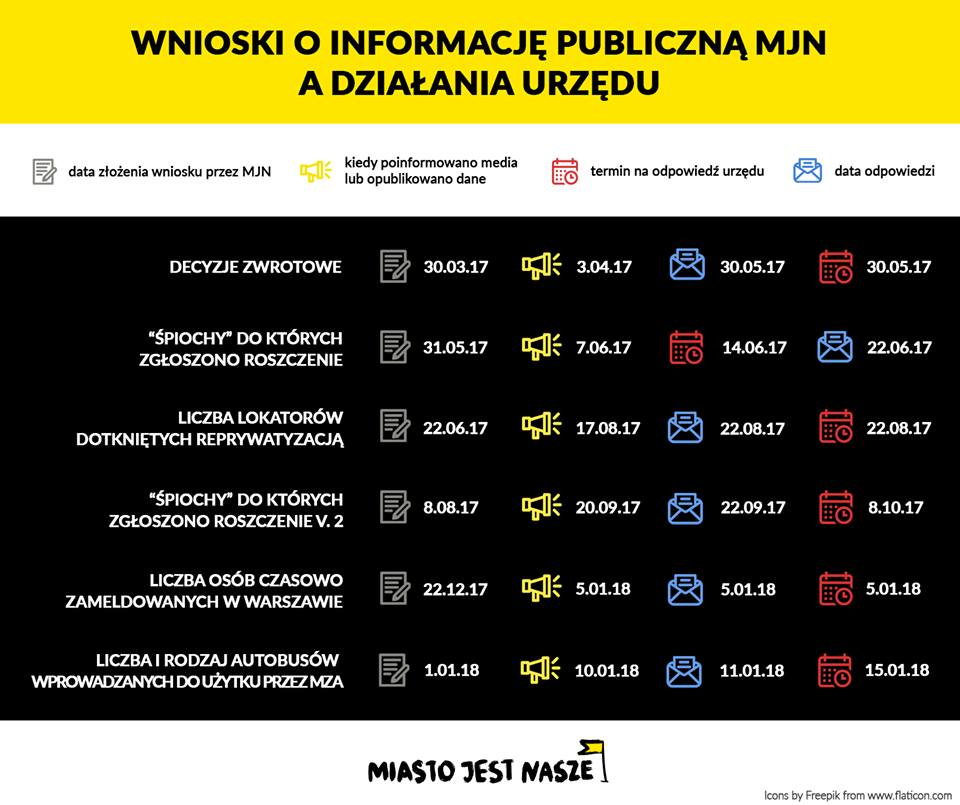
Informacje publikowane w mediach przez Urząd m.st. Warszawy na wniosek o informację publiczną MJN

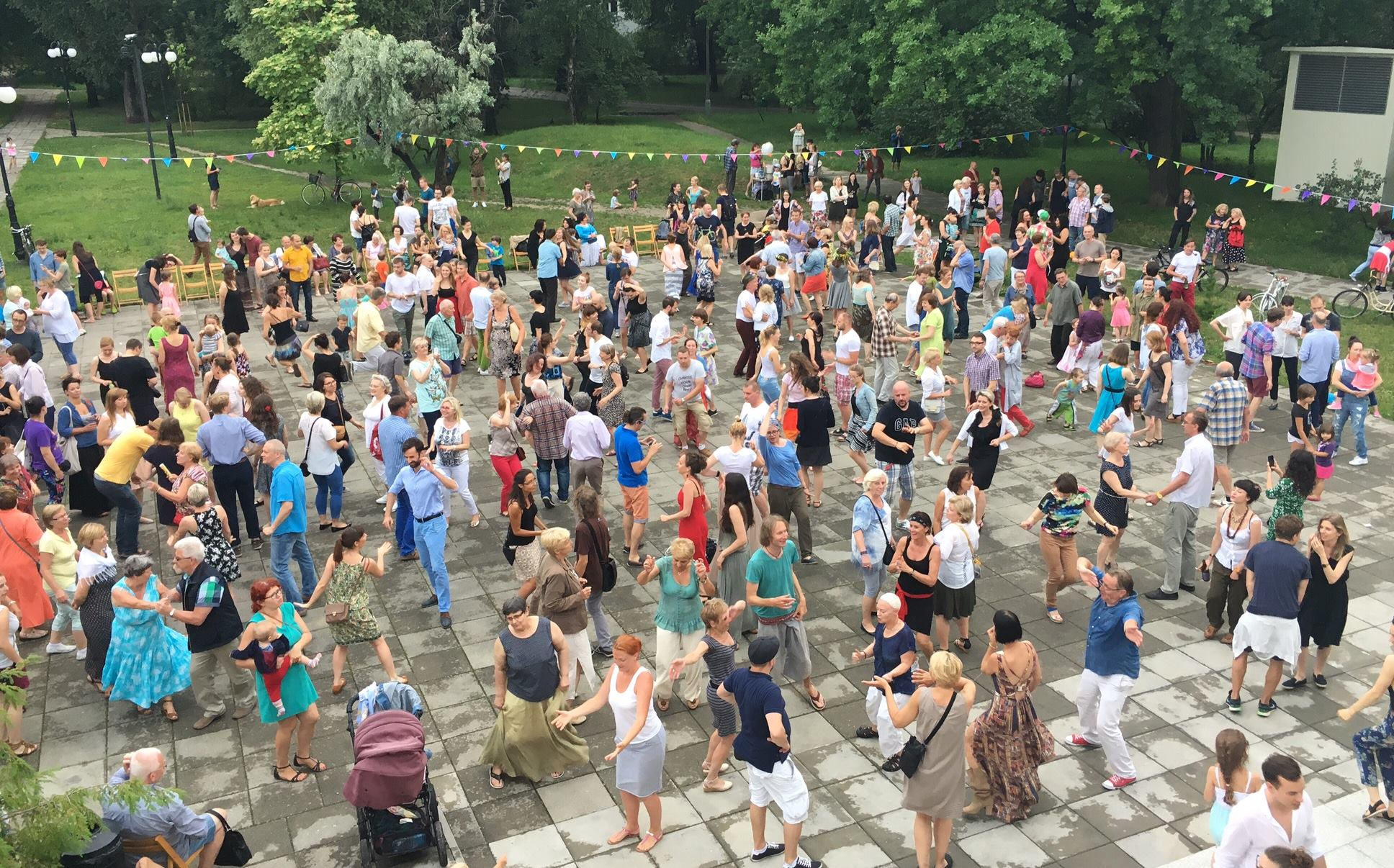
Potańcówka międzypokoleniowa na Żoliborzu (2016)

Program Miasto Jest Nasze opiera się na tzw. miastopoglądzie. Stanowi on zbiór poglądów dotyczących tego, jak miasta powinny się rozwijać według MJN i, jako wolny od nacechowania ideologicznego, przeciwstawiany jest światopoglądowi. Stowarzyszenie zajmuje się takimi problemami jak: transport miejski, ochrona środowiska (zwłaszcza problem smogu), jawność funkcjonowania podmiotów publicznych, ład przestrzenny, sprawiedliwa polityka gospodarki nieruchomości (w tym reprywatyzacja), partycypacja społeczna, zrównoważony rozwój, gentryfikacja, wykluczenie społeczne, ochrona elementów tożsamości historycznej i kulturowej miasta, problemy w mieście ze względu na płeć. W ramach prowadzonej działalności monitoruje pracę polityków i urzędników miejskich, nagłaśniając wykryte nieprawidłowości w zarządzaniu Warszawą (np. łączenie funkcji radnych z zasiadaniem w radach nadzorczych spółek miejskich). Przedstawia propozycje w usprawnianiu funkcjonowania miasta, uczestnictwie jako przedstawiciel społeczny w konsultacjach na poziomie samorządowym oraz parlamentarnym. Interweniuje również w poszczególnych sprawach, bierze udział w postępowaniach sądowych jako przedstawiciel społeczny. W 2022 MJN otrzymał status organizacji pożytku publicznego.

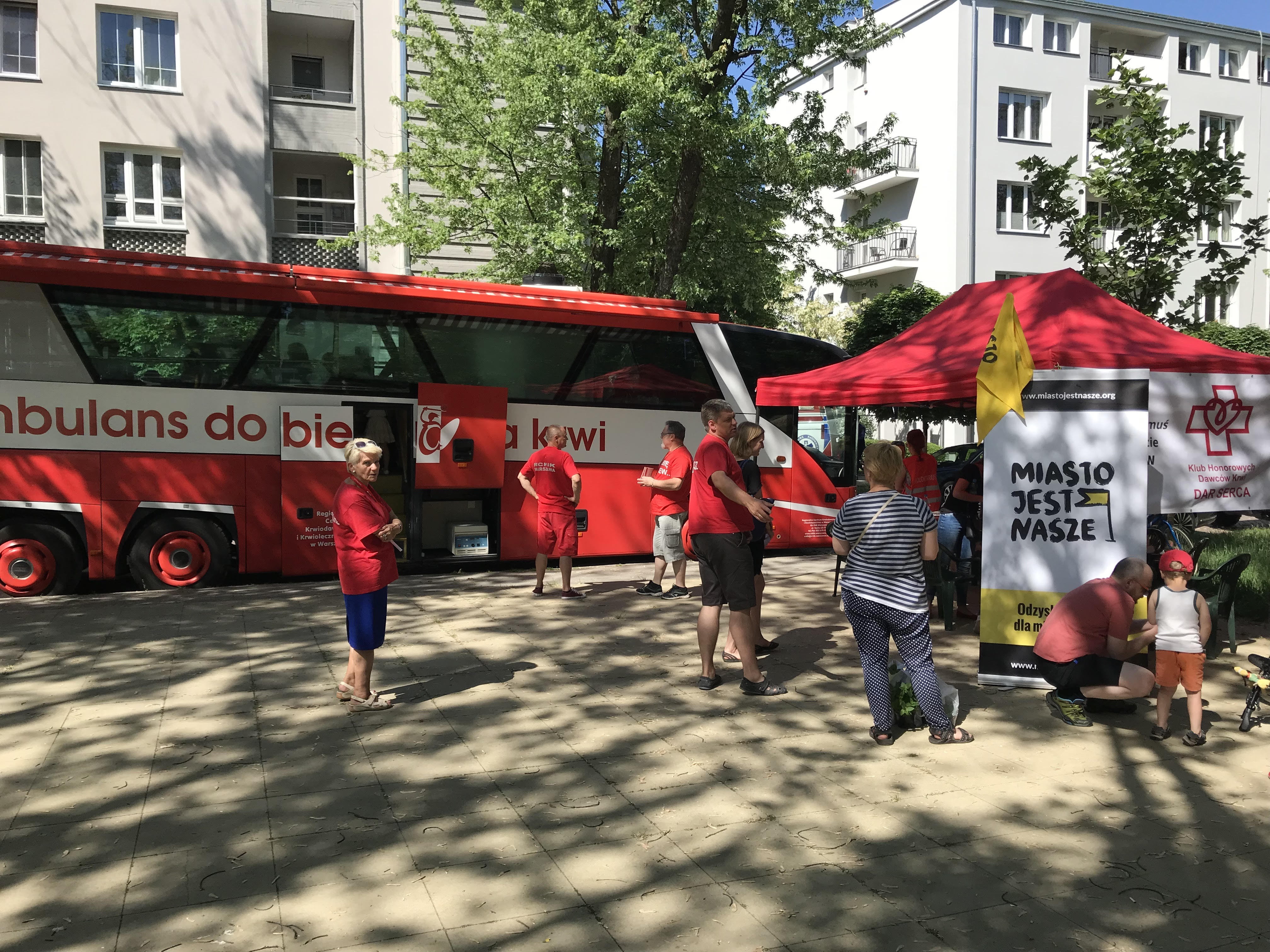
Akcja honorowego krwiodawstwa organizowana przez MJN (2018)

Stowarzyszenie wspiera lokalnych rzemieślników i przedsiębiorców. Popiera dobre praktyki w zakresie rozpowszechniania transportu publicznego i tworzenia przestrzeni przyjaznej pieszym, np. w ramach działającej od 2017 koalicji Pieszej Masy Krytycznej. Przeciwdziała niekorzystnym tendencjom w rozwoju Warszawy, takim jak: niekontrolowane rozlewanie się miasta na przedmieścia, zabudowa terenów zielonych, wzrost zanieczyszczenia powietrza czy degradacja i zanik przestrzeni publicznych.
Działalność MJN dostrzegana jest także w publikacjach naukowych oraz mediach zagranicznych (np. The New York Times, Financial Times, The Guardian, Xinhua, Frankfurter Rundschau, Euronews, Mitteldeutscher Rundfunk, czeskich czy słowackich).

### Happeningi i działania integrujące mieszkańców

#### „Zakochaj się w referendum”
Początkiem działania Miasto Jest Nasze była kampania zachęcająca mieszkańców Warszawy do udziału w październiku 2013 w referendum dotyczącym odwołania prezydent Hanny Gronkiewicz-Waltz. Wykorzystywano media internetowe i społecznościowe oraz happeningi. Do warszawiaków wystosowano list otwarty podpisany przez ponad 20 osób ze świata sztuki, kultury i nauki. Zachęcano do spojrzenia na referendum jako na partycypację obywateli w procesie politycznym i okazję do dyskusji o sytuacji miasta. Referendum okazało się nieważne ze względu na zbyt niską frekwencję.

#### „Ratujmykino Femina”
Kampanię na rzecz zachowania najstarszego kina w Warszawie MJN zaczęło w marcu 2014, kiedy pojawiła się informacja o planowanym zastąpieniu kina sklepem sieci Jeronimo Martins „Biedronka”. MJN przekazało Jeronimo Martins Polska list oraz oświadczenia Żydowskiego Instytutu Historycznego i Gminy Żydowskiej w Warszawie – podczas okupacji na terenie getta warszawskiego, w miejscu kina znajdował się Teatr Femina. Pod kinem kilkakrotnie zostały zorganizowane happeningi, m.in. przez ostatnie trzy dni działalności kina wraz z Teatrem Ekipa wystawiano spektakl „Miłość szuka mieszkania” na podstawie sztuki Jerzego Jurandota. Zaś ostatniego dnia happening pt. „To ostatnia niedziela”, w ramach którego mieszkańcy palili znicze pod kinem oraz śpiewali wspólnie stare warszawskie piosenki. Kino ostatecznie zostało zamknięte.

#### Integracja i aktywizacja mieszkańców
MJN organizuje oddolnie imprezy integracyjne dla mieszkańców, m.in. potańcówki międzypokoleniowe na Żoliborzu i Mokotowie, spotkania czytelnicze czy Święto Ulicy Wilczej. Prowadzi także akcje zbiórki krwi. Promuje budżet partycypacyjny, zgłaszając własne pomysły oraz zachęcając do głosowania (przykładowo w ramach projektu „Pij, Warszawo” w Warszawie powstanie ok. 170 poidełek ulicznych z darmową wodą).

#### Problem braku toalet (aplikacja AirPnP)
We wrześniu 2020 MJN zapowiedział start aplikacji AirPnP służącej do wynajmowania toalet w prywatnych mieszkaniach. Happening ten miał na celu zwrócenie uwagi na problem niedostatecznej liczby toalet miejskich w Warszawie oraz pośrednio systemu ekonomii współdzielenia (poprzez nawiązanie do platformy Airbnb). Sama aplikacja, chociaż okazała się fikcyjna, spotkała się ze sporym zainteresowaniem mediów.

### Działania w zakresie reprywatyzacji

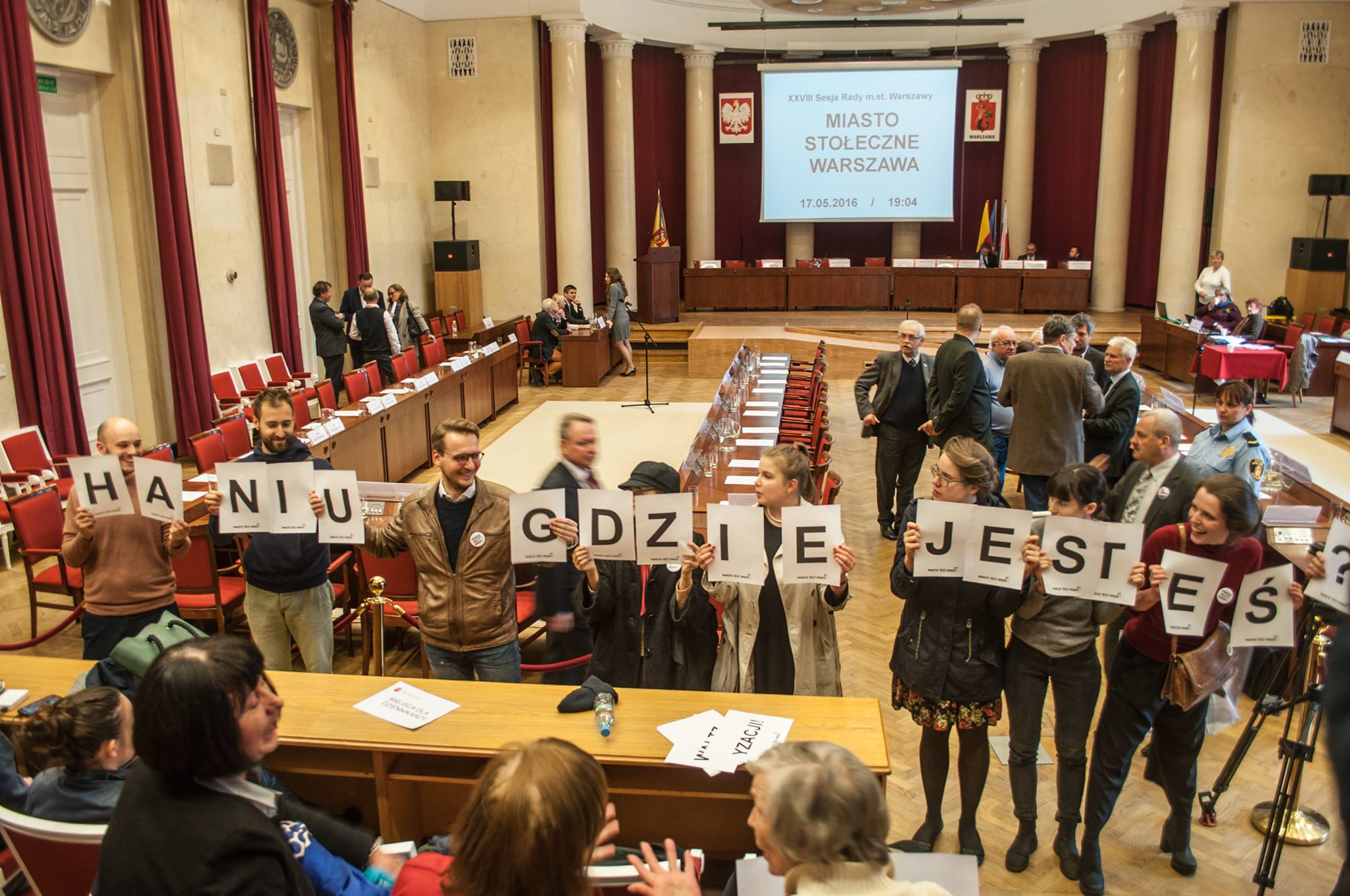
Happening na sesji Rady Miasta (2016)

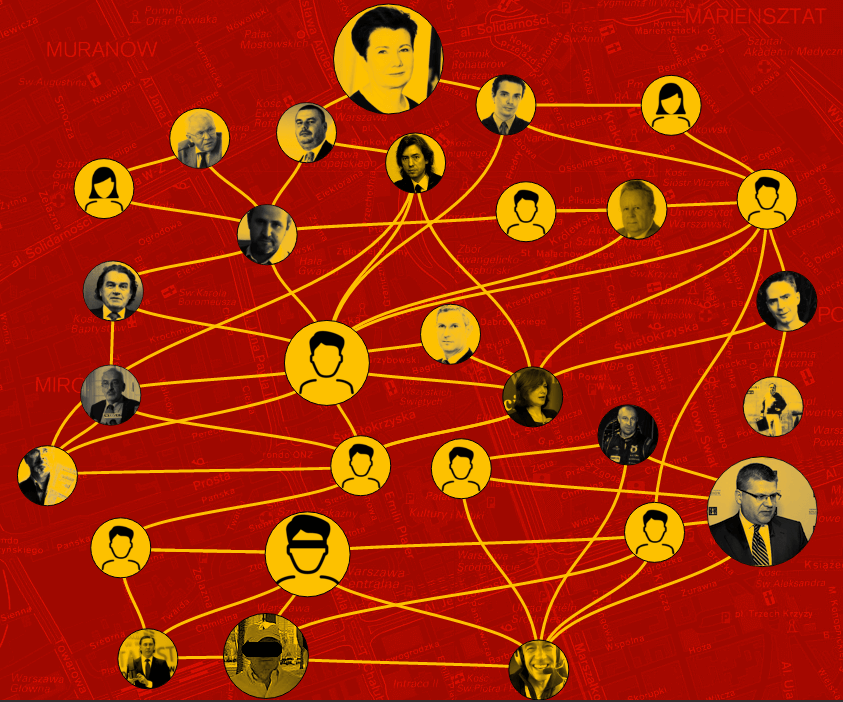
Mapa reprywatyzacji 2.0

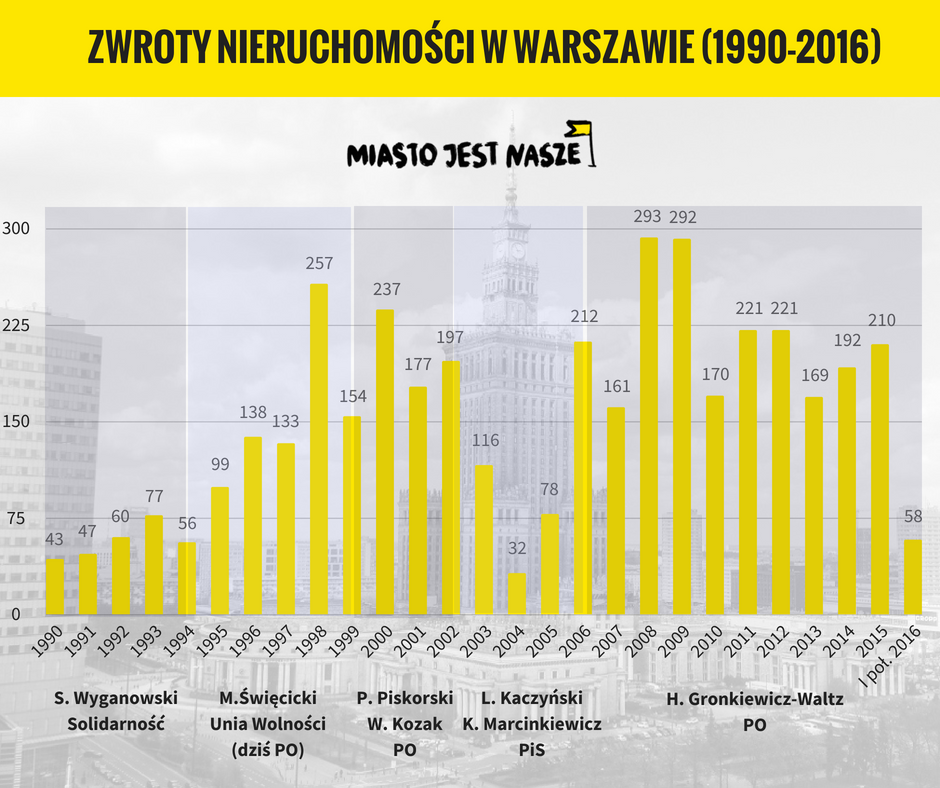
Liczba zreprywatyzowanych nieruchomości w poszczególnych latach (1990–2016)

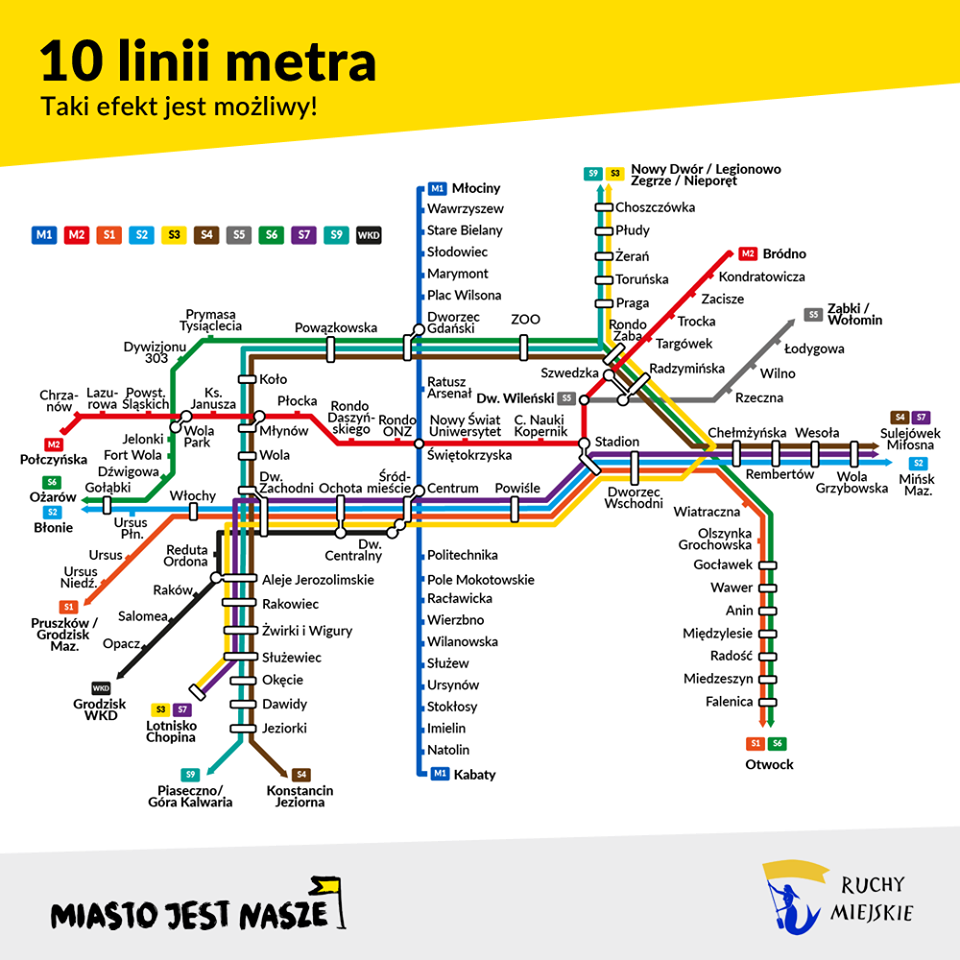
Projekt MJN integracji istniejącej infrastruktury warszawskiego transportu szynowego

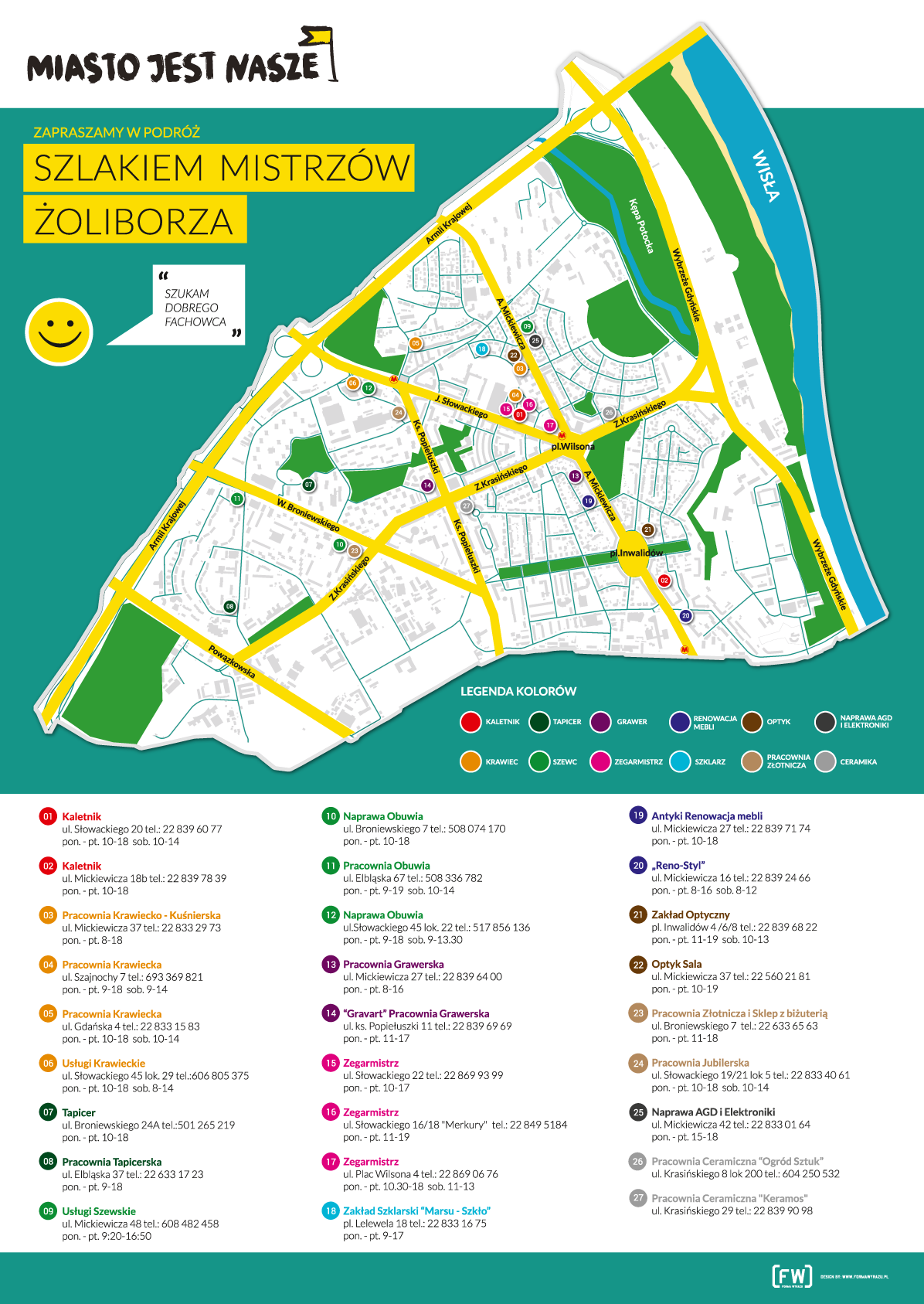
Mapa żoliborskich rzemieślników

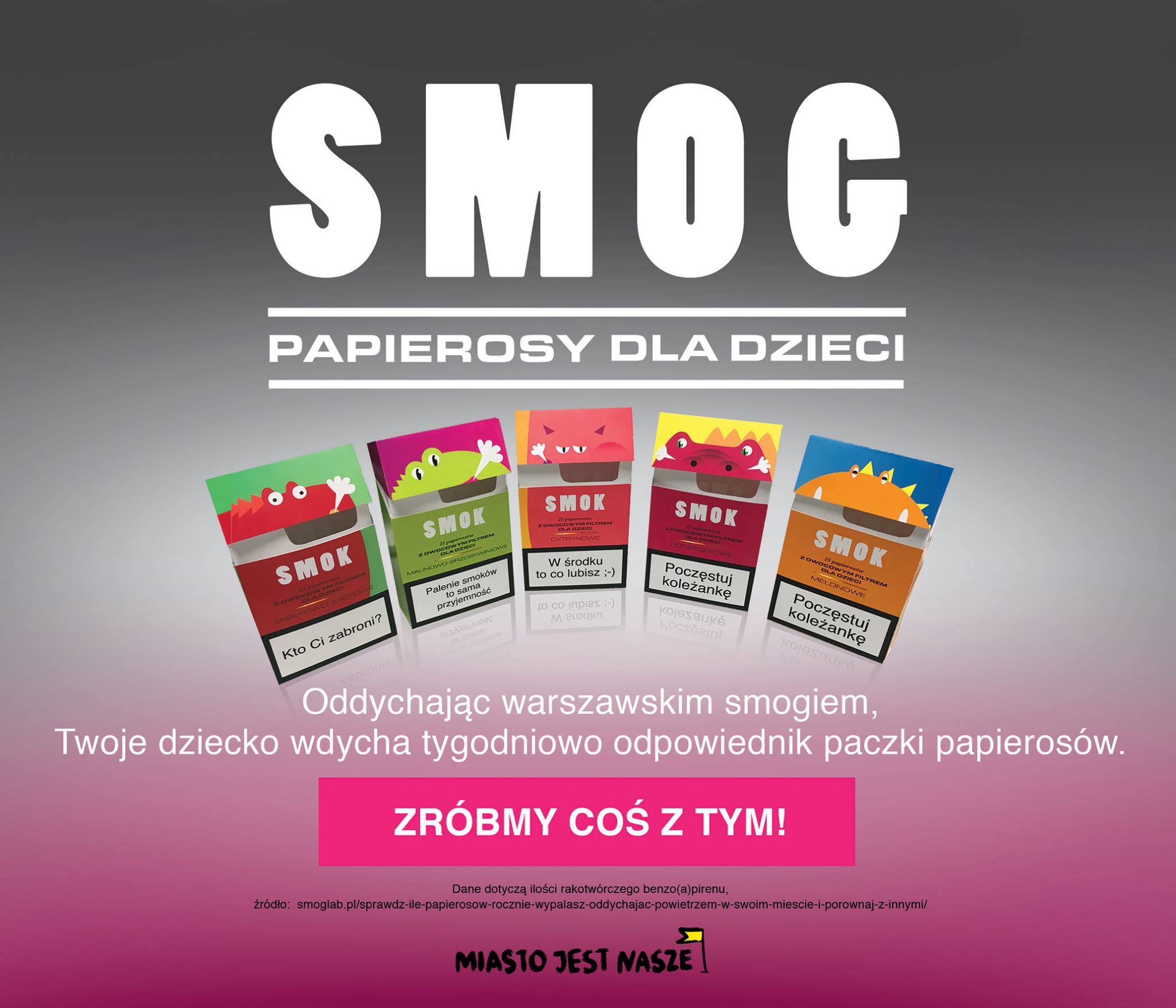
Element kampanii MJN zwracającej uwagę na problem smogu

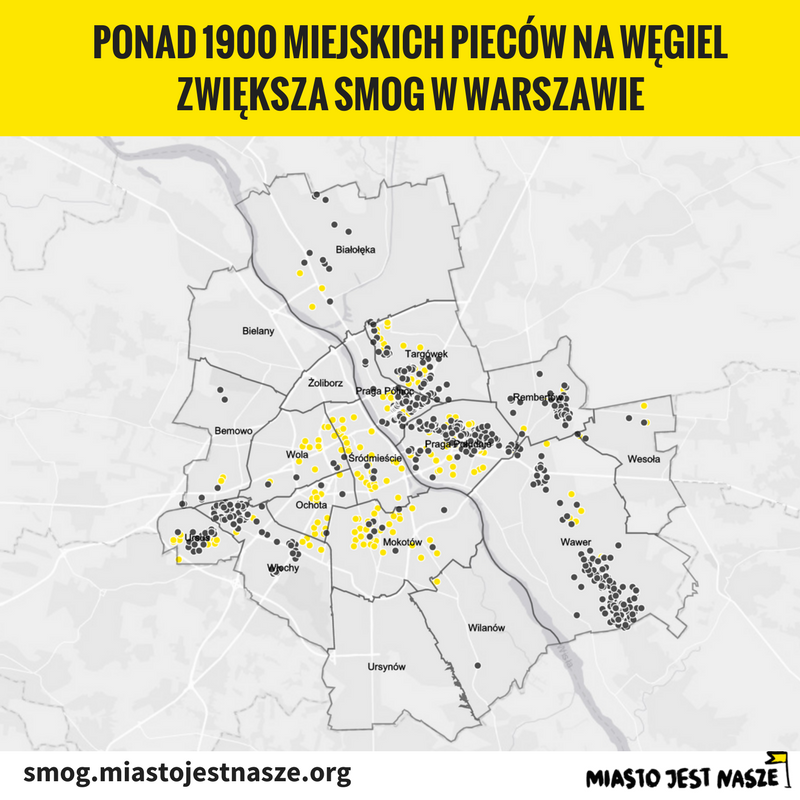
Mapa lokali należących do m.st. Warszawy ogrzewanych węglem według wyliczeń MJN

Miasto Jest Nasze angażuje się w problematykę warszawskiej reprywatyzacji, wprowadzając do debaty publicznej problem tzw. dzikiej reprywatyzacji. Robi to poprzez:
- ujawnianie i nagłaśnianie nieprawidłowości w działalności Ratusza i biznesu[88][89];
- opisywanie i objaśnianie procesu reprywatyzacji[90][91];
- pomoc prawną dla lokatorów[92][93].

W 2017, dzięki działalności w zakresie nagłaśniania problemu reprywatyzacji, Jan Śpiewak oraz Miasto Jest Nasze byli nominowani do Nagrody Radia Tok FM im. Anny Laszuk za „wyjątkowy wpływ na rzeczywistość”.

#### Ujawnianie i nagłaśnianie nieprawidłowości w działalności władz Warszawy i biznesu
W pierwszych dwóch latach działalności MJN reprywatyzacja była traktowana przez media i komentatorów życia publicznego jako wyolbrzymiony problem. Jednak kolejne publikacje medialne (zwłaszcza „Gazety Wyborczej”) oraz aresztowania osób, które pojawiały się w ujawnianych przez MJN informacjach, uwiarygodniły przekaz Miasto Jest Nasze. W efekcie kolejne działania MJN spotkały się z reakcją mediów, opinii publicznej oraz organów ścigania.
MJN, pełniąc rolę organizacji watchdogowej, wykorzystując ogólnodostępne dane oraz informacje od lokatorów, monitoruje proces warszawskiej reprywatyzacji. Wykryte nieprawidłowości i wątpliwości są nagłaśniane (np. kwestia udziału w procesie reprywatyzacji adw. Macieja Górskiego czy dr. hab. Macieja Kalińskiego), a niekiedy zgłaszane do organów ścigania (np. ws. Kamionkowskich Błoni Elekcyjnych, Roma Tower, Miejskiego Przedsiębiorstwa Realizacji Inwestycji, Mińskiej 33 i innych reprywatyzacyjnych).
26 maja 2017 członek MJN Jan Popławski został powołany do Rady Społecznej przy Komisji ds. reprywatyzacyjnych nieruchomości warszawskich. Przedstawiciele MJN, wraz z częścią członków Komisji, brali udział w opracowywaniu warsztatu jej pracy. Wobec braku efektywności pracy Komisji, w październiku 2018 Popławski wystąpił z Rady.
Niekiedy, między innymi przez urzędników Ratusza, działania MJN bywają oceniane jako zbyt agresywne, ujawniane afery za przesadzone, a znaczenie działań samego stowarzyszenia za wyolbrzymione.

##### Warszawskie mapy reprywatyzacji i roszczeń dekretowych
Opublikowana w lutym 2014 interaktywna infografika spotkała się ze sporym odzewem w warszawskich mediach. Na podstawie wybranych artykułów prasowych i innych doniesień medialnych połączono urzędników stołecznego Ratusza (wraz z prezydent Hanną Gronkiewicz-Waltz) z biznesmenem Maciejem Marcinkowskim. Publikacją zainteresowały się także warszawska prokuratura oraz CBA. Po publikacji mapy członkowie stowarzyszenia zostali pozwani przez Macieja Marcinkowskiego za naruszenie dóbr osobistych. Postępowania – zarówno karne, jak i cywilne – ostatecznie zostały rozstrzygnięte na korzyść MJN.
We wrześniu 2016 opublikowano tzw. Mapę Reprywatyzacji 2.0. Spotkała się ona z nie mniejszym zainteresowaniem opinii publicznej. Mapa prezentowała sposób działania systemu reprywatyzacji w Warszawie oraz powiązań między urzędnikami wysokiego szczebla (z Hanną Gronkiewicz-Waltz na czele), prawnikami oraz biznesmenami. W ciągu następnych miesięcy kilka osób, które znalazło się na mapie, zostało aresztowanych w związku z podejrzeniem popełnienia przestępstwa. W przypadku części podejrzanych, skierowano do sądu akt oskarżenia. Także po publikacji Mapy Reprywatyzacji 2.0 sąd oddalił pozew o zniesławienie skierowany pod adresem MJN, uznając, że stowarzyszenie działało w interesie publicznym.
W marcu 2016 MJN opublikował internetową mapę, ukazująca rozmieszczenie 1500 nieruchomości, które znajdowały się w granicach przedwojennej Warszawy, a które objęto postępowaniami reprywatyzacyjnymi na podstawie Dekretu Bieruta. Mapę roszczeń przygotowano na podstawie Biuletynu Informacji Publicznej m.st. Warszawa (stan na marzec 2014). Mapa pomogła nagłośnić skalę roszczeń, w wyniku których mogło dojść do kolejnych zwrotów w naturze lub odszkodowań wypłacanych z budżetu miasta.

##### Opisywanie i objaśnianie procesu reprywatyzacji
W kwietniu 2017 MJN zapowiedział przeprowadzenie audytu reprywatyzacji. W tym celu MJN doprowadziło do opublikowania przez Urząd m.st. Warszawy tzw. decyzji zwrotowych (do stycznia 2019 opublikowano ponad 5800 decyzji zwrotowych, odmownych i odszkodowawczych) oraz jak najpełniejszej jawności procesu reprywatyzacyjnego. W kilku spornych przypadkach dotyczących obowiązku ujawniania danych, sąd administracyjny i SKO przyznały w zakresie rację MJN.
Miasto Jest Nasze kładzie nacisk także na badanie i objaśnianie procesu warszawskiej reprywatyzacji i jej skutków oraz uczestniczy w publicznym dyskursie na ten temat. MJN jako pierwszy m.in. policzył:
- nieruchomości zreprywatyzowane w latach 1990–2016 z podziałem na lata i prezydentów Warszawy[141];
- nieruchomości zreprywatyzowane w latach 1990–2016 według dzielnic[142];
- liczbę lokatorów (55 000), których dotknęła reprywatyzacja[90][91][143] oraz przyporządkował ich według dzielnic[144].

#### Pomoc dla lokatorów
Prawnicy należący do stowarzyszenia udzielają porad prawnych lokatorom ze zreprywatyzowanych kamienic (zarówno mailowo, telefonicznie, w ramach spotkań bezpośrednich, jak i przystępując do toczących się postępowań). W 2017 MJN pomógł ok. 50 osobom. MJN nagłaśnia także problemy lokalowe w Warszawie oraz przedstawia systemowe sposoby ich przezwyciężenia.

### Działania w zakresie ochrony dziedzictwa kulturowego Warszawy
Miasto Jest Nasze działa na rzecz ochrony dziedzictwa kulturowego Warszawy, np. przebudowy kamienicy przy ul. Poznańskiej 37 czy zlikwidowania domków fińskich na Jazdowie (za co w 2014 członkowie MJN Jan Mencwel, Andrzej Górz, Jan Śpiewak otrzymali nagrodę Stołek Publiczności „Gazety Stołecznej”). MJN zabiega także o rewitalizację niezagospodarowanych przestrzeni miejskich (np. Stadionu Marymont oraz Toru Kolarskiego Orzeł, angażując w inicjatywę m.in. Pablopavo).
Stowarzyszenie pomaga zachować oraz promuje tradycyjne zakłady rzemieślnicze (np. tapicerów, szewców, kaletników, zegarmistrzów, gorseciarzy). W tym celu MJN m.in. zmapowało zakłady na Żoliborzu. Następnie zaś, zebrawszy 7748 zł, wydało w wersji elektronicznej i papierowej mapy zawierające w sumie 200 zakładów rzemieślniczych uwzględniających także Mokotów, Pragę-Południe, Pragę-Północ, Śródmieście. MJN także w ramach akcji „miejsce przyjaznych psom” promowało zakłady handlowo-usługowe, gdzie można wejść z psem.
W ramach inicjatywy „Ulice dla Kobiet” w 2018 upamiętniono skwerem na Muranowie Zofię Kuratowską, zaś na Sadybie Anielę Steinsbergową.
MJN ujawnił i nagłośnił nieprawidłowości, do jakich doszło w 2016 przy sprzedaży pod zabudowę wpisanych do rejestru zabytków dwóch hektarów Kamionkowskich Błoni Elekcyjnych wzdłuż ul. Stanisława Augusta. Po wygranym przez MJN procesie przed Naczelnym Sądem Administracyjnym Urząd m.st. Warszawy musiał ujawnić ekspertyzę, według której sama sprzedaż gruntu nastąpiła bez uzyskania wymaganej przepisami zgody konserwatora zabytków. Spotkało się to z protestami mieszkańców. W rezultacie prezydent Warszawy Rafał Trzaskowski zdecydował o skierowaniu sprawy do prokuratury w celu wyjaśnienia wątpliwości związanych z transakcją.

### Działania ws. promocji zrównoważonego transportu i bezpieczeństwa drogowego
Miasto Jest Nasze promuje koncepcję zrównoważonego transportu w Warszawie. Przedstawia zalety inwestowania i priorytetyzowania transportu publicznego. Według MJN, na pierwszym miejscu powinien być transport zbiorowy, w dalszej kolejności pieszy i rowerowy; należy zaś ograniczać rolę indywidualnego transportu samochodowego. Istotne jest również dążenie do wyeliminowania śmiertelnych wypadków z udziałem pieszych (tzw. wizja zero). W realizacji tych celów bierze udział w sformalizowanym dialogu z Urzędem m.st. Warszawy poprzez Komisję Dialogu Społecznego ds. Transportu. Równolegle wpływa na publiczną dyskusję poprzez wskazywanie w mediach i portalach społecznościowych problemów warszawskiego transportu (np. wydając album „Najpiękniejsze parkingi Warszawy”) i przedstawianie własnych propozycji jego poprawy.
Wśród propozycji MJN znajdują się: inwestycje w transport publiczny (zwłaszcza szynowy, w tym budowa tramwaju na Gocław) i jego promocja, wytyczanie buspasów, uspokajanie ruchu samochodowego (m.in. poprzez wprowadzanie stref tempo 30 czy zwężanie pasów ruchu), ograniczenie budowy ze środków publicznych parkingów, wyeliminowanie nielegalnego parkowania, ograniczenie parkowania na chodnikach, likwidacja bramek w metrze, uregulowanie poruszania się elektrycznymi hulajnogami. Od 2017 wraz z innymi organizacjami robi piesze przejścia ulicami Warszawy w ramach Pieszej Masy Krytycznej. W 2019 MJN wraz z kilkunastoma organizacjami z Polski zapoczątkował kampanię „Chodzi o życie”, w ramach której domaga się: wprowadzenia pierwszeństwa dla pieszych przed wkroczeniem na przejście; wzrostu wysokości mandatów oraz powiązania OC z wykroczeniami drogowymi; ograniczenia prędkości w terenie zabudowanym; zwiększenia egzekucji przepisów drogowych. Premier Mateusz Morawiecki wprowadzenie tych postulatów zapowiedział jako uwzględniające postulaty ruchów miejskich. Ostatecznie nowelizacja weszła w życie 1 czerwca 2021. W 2021 MJN rozpoczęło kampanię mającą na celu podniesienie stawek mandatów, argumentując, że nie wzrosły one od lat 1997. W listopadzie 2021 MJN zostało wyróżnione w konkursie Partner Bezpieczeństwa Ruchu Drogowego organizowanym przez Stowarzyszenie Partnerstwo dla Bezpieczeństwa Drogowego. W marcu 2022 MJN za kampanię „Chodzi o życie” zostało nominowane do nagrody Stołek „Gazety Stołecznej”.
Część działań i postulatów stowarzyszenia odbierana jest jako zbyt radykalna, zarzucając m.in. dążenie do zbyt dużego ograniczenia ruchu samochodów osobowych na rzecz transportu zbiorowego, działania na szkodę kierowców, lub forsowanie pomysłów przekraczających potrzeby i możliwości miasta.

### Działania ws. smogu i ochrony środowiska
Miasto Jest Nasze od początku istnienia zwraca uwagę na problem smogu. Zainicjowało w 2015 powstanie Warszawskiego Alarmu Smogowego, który zajmuje się rozpowszechnianiem wiedzy na temat przyczyn i skutków zanieczyszczenia środowiska w Warszawie i stara się przeciwdziałać pogłębieniu problemu smogu przez kampanie społeczne. WAS obecnie funkcjonuje jako niezależny podmiot. W 2017 MJN otworzył na ul. Szpitalnej punkt informacyjny dla mieszkańców Warszawy – „Centrum Informacji o Smogu”. Towarzysząca temu kampania SMOK Papierosy dla Dzieci spotkała się z zainteresowaniem mediów ogólnopolskich.
W związku z nasilającym się problemem smogu w Warszawie, MJN udało się po przeprowadzonej zbiórce podpisów doprowadzić do obniżenia poziomu stężenia pyłów PM10 wymaganych do ogłoszenia poziomu alarmowego. 14 lutego 2018 MJN przedstawiło tzw. „Mapę kopciuchów”, zawierającą ona lokalizację miejskich kotłów opalanych w 2017 węglem z podziałem na dzielnice. Dane potrzebne do stworzenia mapy pozyskano z Zakład Gospodarki Nieruchomościami. Spośród 18 dzielnic tylko na Żoliborzu, Ursynowie i Bielanach nie występują lokale miejskie ogrzewane za pomocą węgla. „Mapę kopciuchów” określono jako „jedną z największych antysmogowych inicjatyw społecznych”.
Dla rozwiązania problemu smogu MJN opowiada się za likwidacją kotłów opalanych węglem, termomodernizacją lokali, ograniczenia indywidualnego ruchu samochodowego w Warszawie, ochroną zieleni oraz niezabudowywania klinów napowietrzających.
Stowarzyszenie prowadzi także takie działania jak edukacja ekologiczna z zakresu ochrony przyrody, udział w konsultacjach społecznych, nagłaśnianie nieprawidłowości przy wycinkach, blokowanie wycinek.
MJN jako pierwsze oszacowało wartość drzew wyciętych w warszawie w latach 2007–2016, tj. ponad 2 mld zł. Zgodnie z danymi uzyskanymi od Ratusza, w Warszawie wycięto ponad 230 tys. drzew. Posługując się wyliczeniami prof. Haliny Szczepanowskiej z SGGW, wartość jednego drzewa oszacowano średnio na 8663 zł.

### Działania ws. chaosu reklamowego
W kwietniu 2015 stowarzyszenie współtworzyło koalicję Posprzątajmy Reklamy, której celem był wprowadzenie poprawek do Ustawy o zmianie niektórych ustaw w związku ze wzmocnieniem narzędzi ochrony krajobrazu (Dz.U. z 2015 r. poz. 774, tzw. Ustawy Krajobrazowej) przed głosowaniem jej w Senacie. Poprzez stroną internetową akcji internauci wysłali ponad 13 000 maili do senatorów, co doprowadziło do przyjęcia przez Senat, a następnie przez Sejm, wszystkich zaproponowanych przez koalicję poprawek.
Z kolei w kwietniu 2017 stowarzyszenie, wraz z innymi organizacjami z Warszawy, rozpoczęło kampanię „Żegnamy Reklamy”, w ramach której zachęcano mieszkańców Warszawy do składania uwag do projektu uchwały krajobrazowej dla Warszawy. Ostatecznie, na 2555 wszystkich zgłoszonych do projektu drogą mailową uwag, 2477 wysłano za pomocą stworzonego przez stowarzyszenie formularza.

### Współpraca krajowa i międzynarodowa
Miasto Jest Nasze współpracuje z innymi organizacjami w Polsce (np. Klubem Jagiellońskim) i za granicą. Wchodzi w skład ogólnopolskiego porozumienia Kongres Ruchów Miejskich. Współpracuje i koordynuje działania także z innymi ruchami miejskimi w Europie, np. Barcelona en Comú, Praha sobě, Spasi Sofia. W lipcu 2018 MJN zorganizowało konferencję Fearless Cities, gdzie gościło przedstawicieli m.in. z Bułgarii, Czech, Gruzji, Hiszpanii, Niemiec, Serbii.

## Udział w wyborach samorządowych

### 2014
W listopadzie 2014 stowarzyszenie wzięło udział w wyborach samorządowych. Wraz z koalicjantami startowało do 8 rad dzielnic Warszawy. Było także członkiem ogólnopolskiego Porozumienia Ruchów Miejskich. MJN zdobyło ok. 30 000 głosów, uzyskując mandaty siedmiu radnych dzielnicowych: cztery w Śródmieściu (13,5%), dwa na Żoliborzu (15,0%) i jeden na Pradze-Północ (7,7%); zaś stowarzyszone organizacje uzyskały kolejne 23 000 głosów, zdobywając 7 mandatów w Wilanowie (34,0% głosów), 6 na Białołęce (15,0%), 2 na Ochocie (10,4%), 2 na Ursynowie (12,5%) i 1 na Woli (8,5%).
Wejście kandydatów MJN do rad dzielnic określano jako „pewien symbol zmian” oraz „względny sukces”, który pozwolił wnieść kwestię aktywności ruchów miejskich do ogólnopolskiego dyskursu publicznego. Stowarzyszenie spotkało się jednak z krytyką związaną z późniejszym przejściem części radnych do innych ugrupowań.

### 2018
W marcu 2018 ogłoszono start koalicji ruchów miejskich skupionych wokół Miasto Jest Nasze w wyborach samorządowych. W skład koalicja, oprócz MJN, weszło 11 organizacji: Bemowiacy, Kooperacja Miejska, Nowy Żoliborz, Ochocianie, Razem dla Wawra, Rembertów Bezpośrednio, Sąsiedzi dla Wesołej, Sąsiedzkie Włochy, Wiatrak, Wola Mieszkańców, Zabytki Mokotowa. W prawyborach na kandydata koalicji na urząd prezydenta m.st. Warszawy wzięli udział Robert Łuczak, Aneta Skubida i Justyna Glusman. Jako kandydatkę wybrano ostatnią z wymienionych.
KWW Miasto Jest Nasze – Ruchy Miejskie uzyskało czwarty wynik, otrzymując 50 002 głosy (tj. 5,72%). Nie przełożyło się to na mandaty w Radzie Miasta. MJN wraz z koalicjantami uzyskało jednak 22 mandaty w radach dzielnic: 5 na Żoliborzu (21,00% głosów w dzielnicy), 4 w Rembertowie (21,08%), 4 w Wesołej (20,14%), 3 w Wawrze (12,21%), 3 na Ochocie (15,18%), 2 na Woli (13,37%), 1 na Mokotowie (8,52%). Justyna Glusman zdobyła 20 643 głosy (2,32%).
Były przewodniczący MJN Jan Śpiewak, mimo wysuwanego przez MJN zaproszenia i wbrew oczekiwaniom wyrażanym przez część publicystów, odrzucił propozycję dołączenia do koalicji ruchów miejskich. Startując z Partią Razem i Partią Zieloni do Rady Miasta jako KWW Jana Śpiewaka – Wygra Warszawa, otrzymał 34.293 głosów (3,92%). Łączny wynik potencjalnej koalicji miałby zagwarantować mandaty.
23 listopada 2018 prezydent miasta Rafał Trzaskowski powołał Glusman na stanowisko dyrektorki koordynatorki ds. zrównoważonego rozwoju i zieleni w Urzędzie m.st. Warszawy. W wyniku utworzonych koalicji powyborczych, zastępcami burmistrzów zostali: Maria Środoń z Ochocian na Ochocie, Jacek Wiśnicki z Razem dla Wawra w Wawrze oraz Maria Popielawska z MJN na Żoliborzu. W listopadzie 2019 MJN wystąpiło z koalicji na Żoliborzu.

### 2024
W wyborach samorządowych w 2024 MJN w koalicji z partią Razem oraz Nową Lewicą wystawiło wspólne listy do rady m.st. Warszawy, do rad 11 dzielnic oraz do sejmiku województwa mazowieckiego z trzech okręgów obejmujących Warszawę. Wspólną kandydatką na prezydenta miasta była senatorka Magdalena Biejat. Jako główne, wspólne punkty programu wskazano zieleń w mieście, politykę mieszkaniową, komunikację zbiorową, przestrzeń publiczną oraz jakość życia.

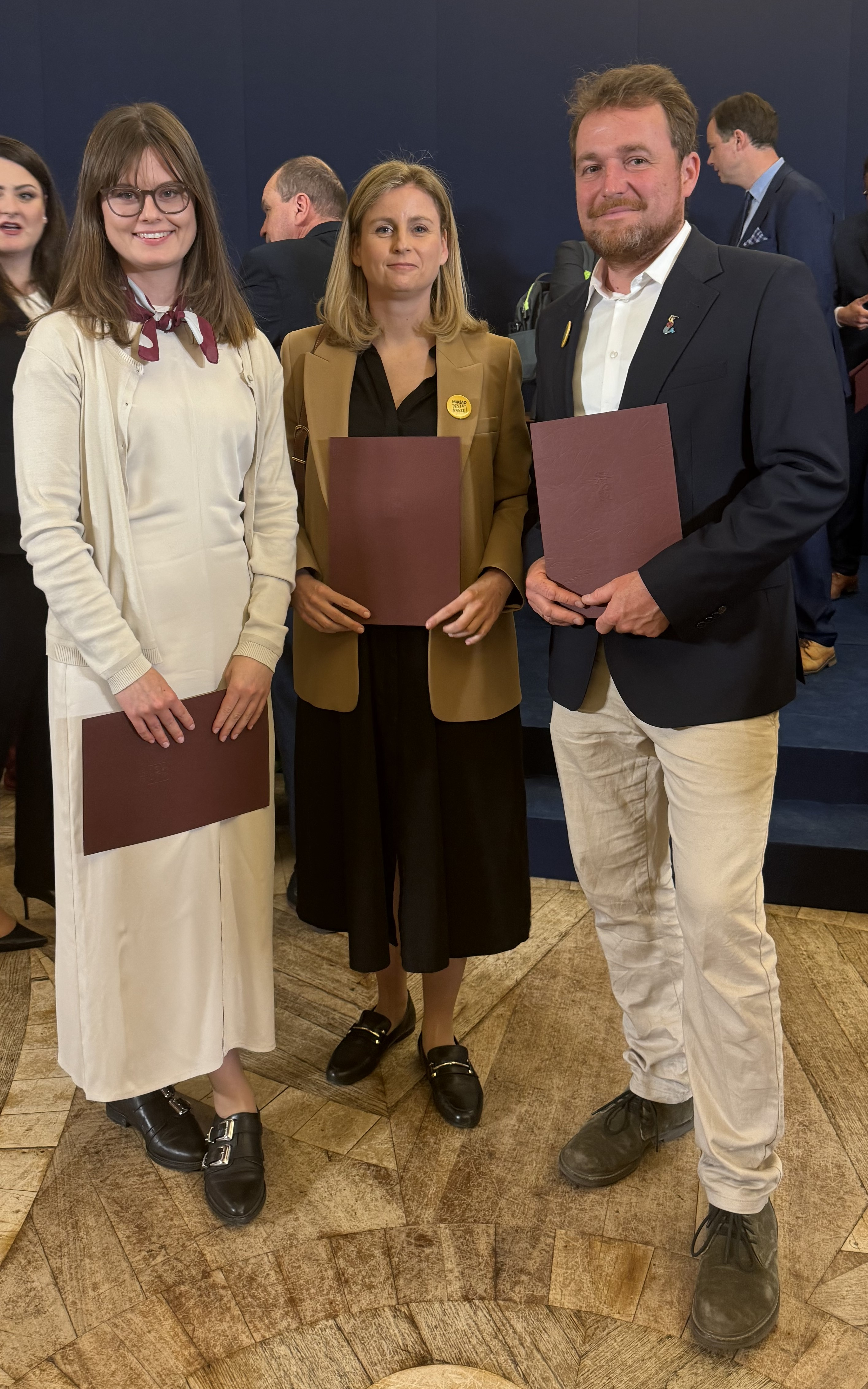
Radni m.st. Warszawy z ramienia MJN: Marta Szczepańska, Melania Łuczak, Jan Mencwel (2024)

W wyniku głosowania 7 kwietnia 2024 Magdalena Biejat otrzymała 99 442 (12,86%), zajmując trzecie miejsce. W wyborach do rad dzielnic na KKW Lewica zagłosowało 72 589 osób (9,45%), co przełożyło się łącznie na 29 mandatów w 8 dzielnicach. Z tego MJN otrzymał 12 mandatów w 6 dzielnicach: na Mokotowie – 5 mandatów, Ochocie – 1, Pradze-Południe – 1, Pradze-Północ – 1, Śródmieściu – 1, Żoliborzu – 3 (m.in. Barbary Jędrzejczyk). Po wyborach do MJN dołączył także jeden radny na Targówku.
W wyborach do rady miasta komitet zebrał 102 009 głosów (13,3%). Dało to 8 mandatów, w tym 3 dla MJN (Melanii Łuczak, Jana Mencwela, Marty Szczepańskiej). W głosowaniu do sejmiku województwa komitet otrzymał 1 mandat, który przypadł Lewicy.
MJN wszedł w skład koalicji rządzących Ochotą, Pragą-Północ i Żoliborzem. Z rekomendacji MJN wiceburmistrzem Żoliborza został Tomasz Mielcarz, zaś wiceprzewodniczącą Rady Warszawy Melania Łuczak.

## Publikacje i raporty
- Paweł Przewłocki, Najpiękniejsze parkingi Warszawy, Miasto Jest Nasze, 24 maja 2018 [dostęp 2021-12-01]. Brak numerów stron w książce
- Municipalist Manual, Miasto Jest Nasze, 2019 [dostęp 2021-12-01] [zarchiwizowane z adresu 2019-02-14] (ang.). Brak numerów stron w książce
- Pieszo i rowerem przez miasto stan obecny i perspektywy rozwoju aktywnej mobilności w Polsce, Miasto Jest Nasze, ClientEarth, listopad 2020 [dostęp 2021-12-01] [zarchiwizowane z adresu 2021-06-03]. Brak numerów stron w książce
- Dzika logistyka miejska. Co zrobić, aby e-commerce nie zrujnował nam życia i nie zniszczył naszych miast. Wskazówki dla miast i konsumentów, Miasto Jest Nasze, grudzień 2020 [dostęp 2021-12-01] [zarchiwizowane z adresu 2021-10-27]. Brak numerów stron w książce
- Kuba Czajkowski (red.), Ofiary prędkości – koszty społeczne i gospodarcze, Miasto Jest Nasze, marzec 2021, ISBN 978-83-945432-0-4 [dostęp 2021-12-01] [zarchiwizowane z adresu 2021-07-15]. Brak numerów stron w książce
- Marta Marczak, Barbara Jędrzejczyk (red.), Zbiorkom jest OK. Raport MJN, Miasto Jest Nasze, maj 2021 [dostęp 2021-12-01] [zarchiwizowane z adresu 2021-11-30]. Brak numerów stron w książce
- Agnieszka Nowak, Marek Smyk, Rowerowe absurdy w Warszawie, Miasto Jest Nasze, Zielone Mazowsze, wrzesień 2021 [dostęp 2021-12-01] [zarchiwizowane z adresu 2021-09-09]. Brak numerów stron w książce
- Justyna Kościńska, Marcin Jarzynowski, Jan Mencwel (red.), Wykluczenie transportowe w województwie mazowieckim. Raport z badań, Miasto Jest Nasze, wrzesień 2021, ISBN 978-83-945432-3-5 [dostęp 2021-12-01] [zarchiwizowane z adresu 2021-10-31]. Brak numerów stron w książce
- Justyna Orchowska, Michalina Grzelka, AUTO-STOP. Doświadczenia osób rezygnujących i ograniczających korzystanie z samochodu, Warszawa: Miasto Jest Nasze, czerwiec 2023 [dostęp 2023-07-02] [zarchiwizowane z adresu 2023-06-28]. Brak numerów stron w książce
- Maciej Saja i inni, Z deszczu pod rynek. W pułapce kryzysu mieszkaniowego, Warszawa: Miasto Jest Nasze, maj 2024 [dostęp 2024-06-08]. Brak numerów stron w książce